# بالگردگاه رز گاردن
بالگردگاه رز گاردن (به انگلیسی: Rose Garden Heliport) یک فرودگاه خصوصی است. این فرودگاه در شهر پورتلند، اورگن کشور ایالات متحده آمریکا قرار دارد و در ارتفاع ۴۲ متری از سطح دریا واقع شده است.